# XXI (сборник Rammstein)
XXI — виниловый бокс-сет немецкой метал-группы Rammstein, выпущенный ограниченным тиражом в честь 21-летия группы 4 декабря 2015 года. Он содержит в себе ремастированные версии всех альбомов группы, а также бонусную часть в виде внеальбомных песен под названием «Raritäten», в которую входит ранее не издававшаяся версия песни «Los».

## Список композиций

### Herzeleid
| №                   | Название                                                                   | Длительность |
| ------------------- | -------------------------------------------------------------------------- | ------------ |
| 1.                  | «Wollt Ihr Das Bett In Flammen Sehen?» (Вы хотите увидеть постель в огне?) | 5:18         |
| 2.                  | «Der Meister» (Повелитель)                                                 | 4:08         |
| 3.                  | «Weißes Fleisch» (Белая плоть)                                             | 3:36         |
| 4.                  | «Asche zu Asche» (Пепел к пеплу)                                           | 3:51         |
| 5.                  | «Seemann» (Моряк)                                                          | 4:48         |
| 6.                  | «Du riechst so gut» (Ты пахнешь так хорошо)                                | 4:49         |
| 7.                  | «Das alte Leid» (Старая боль)                                              | 5:44         |
| 8.                  | «Heirate mich» (Выходи за меня замуж)                                      | 4:44         |
| 9.                  | «Herzeleid» (Сердечная боль)                                               | 3:41         |
| 10.                 | «Laichzeit» (Время нереста)                                                | 4:21         |
| 11.                 | «Rammstein» (Раммштайн)                                                    | 4:25         |
| Общая длительность: | Общая длительность:                                                        | 49:22        |

### Sehnsucht
| №                   | Название                                                   | Длительность |
| ------------------- | ---------------------------------------------------------- | ------------ |
| 1.                  | «Sehnsucht» (Тоска)                                        | 4:05         |
| 2.                  | «Engel» (Ангел)                                            | 4:25         |
| 3.                  | «Tier» (Животное)                                          | 3:48         |
| 4.                  | «Bestrafe mich» (Накажи меня)                              | 3:37         |
| 5.                  | «Du hast» (Ты...)                                          | 3:56         |
| 6.                  | «Bück dich» (Нагнись)                                      | 3:23         |
| 7.                  | «Spiel mit mir» (Поиграй со мной)                          | 4:46         |
| 8.                  | «Klavier» (Пианино)                                        | 4:26         |
| 9.                  | «Alter Mann» (Старик)                                      | 4:25         |
| 10.                 | «Eifersucht» (Ревность)                                    | 3:37         |
| 11.                 | «Küss mich (Fellfrosch)» (Поцелуй меня (Мохнатая лягушка)) | 3:29         |
| Общая длительность: | Общая длительность:                                        | 51:58        |

### Mutter
| №                   | Название                              | Длительность |
| ------------------- | ------------------------------------- | ------------ |
| 1.                  | «Mein Herz brennt» (Моё сердце горит) | 4:40         |
| 2.                  | «Links 2-3-4» (Левой 2 3 4)           | 3:36         |
| 3.                  | «Sonne» (Солнце)                      | 4:32         |
| 4.                  | «Ich will» (Я хочу)                   | 3:37         |
| 5.                  | «Feuer frei!» (Открыть огонь)         | 3:08         |
| 6.                  | «Mutter» (Мама)                       | 4:29         |
| 7.                  | «Spieluhr» (Музыкальная шкатулка)     | 4:46         |
| 8.                  | «Zwitter» (Гермафродит)               | 4:17         |
| 9.                  | «Rein, raus» (Туда-сюда)              | 3:15         |
| 10.                 | «Adios» (исп. Прощай)                 | 3:47         |
| 11.                 | «Nebel» (Туман)                       | 4:54         |
| Общая длительность: | Общая длительность:                   | 45:03        |

### Reise, Reise
| №                   | Название                            | Длительность |
| ------------------- | ----------------------------------- | ------------ |
| 1.                  | «Reise, Reise» (В путь-дорогу)      | 4:11         |
| 2.                  | «Mein Teil» (Часть меня)            | 4:32         |
| 3.                  | «Dalai Lama» (Далай-лама)           | 5:39         |
| 4.                  | «Keine Lust» (Нет желания)          | 3:43         |
| 5.                  | «Los» (Вперёд)                      | 4:25         |
| 6.                  | «Amerika» (Америка)                 | 3:47         |
| 7.                  | «Moskau» (Москва)                   | 4:16         |
| 8.                  | «Morgenstern» (Утренняя звезда)     | 4:00         |
| 9.                  | «Stein um Stein» (Камень за камнем) | 3:56         |
| 10.                 | «Ohne dich» (Без тебя)              | 4:32         |
| 11.                 | «Amour» (фр. Любовь)                | 4:51         |
| Общая длительность: | Общая длительность:                 | 47:52        |

### Rosenrot
| №                   | Название                                                              | Длительность |
| ------------------- | --------------------------------------------------------------------- | ------------ |
| 1.                  | «Benzin» (Бензин)                                                     | 3:46         |
| 2.                  | «Mann gegen Mann» (Один на один/Мужчина с мужчиной)                   | 3:51         |
| 3.                  | «Rosenrot» (Аленький цветочек)                                        | 3:55         |
| 4.                  | «Spring» (Прыгай)                                                     | 5:25         |
| 5.                  | «Wo bist du?» (Где ты?)                                               | 3:56         |
| 6.                  | «Stirb nicht vor mir (Don't die before I do)» (Не умирай прежде меня) | 4:06         |
| 7.                  | «Zerstören» (Разрушать)                                               | 5:29         |
| 8.                  | «Hilf mir» (Помоги мне)                                               | 4:44         |
| 9.                  | «Te quiero puta!» (исп. Я люблю тебя, шлюха!)                         | 3:56         |
| 10.                 | «Feuer und Wasser» (Огонь и вода)                                     | 5:18         |
| 11.                 | «Ein Lied» (Песня)                                                    | 3:44         |
| Общая длительность: | Общая длительность:                                                   | 48:20        |

### Liebe ist für alle da
| №                   | Название                                  | Длительность |
| ------------------- | ----------------------------------------- | ------------ |
| 1.                  | «Rammlied» (Ramm-песня)                   | 5:19         |
| 2.                  | «Ich tu dir weh» (Я причиняю тебе боль)   | 5:02         |
| 3.                  | «Waidmanns Heil» (Удачной охоты!)         | 3:33         |
| 4.                  | «Haifisch» (Акула)                        | 3:45         |
| 5.                  | «B********» (Bückstabü (Преклонись))      | 4:15         |
| 6.                  | «Frühling in Paris» (Весна в Париже)      | 4:45         |
| 7.                  | «Wiener Blut» (Венская кровь)             | 3:53         |
| 8.                  | «Pussy» (Киска)                           | 4:00         |
| 9.                  | «Liebe ist für alle da» (Любовь для всех) | 3:26         |
| 10.                 | «Mehr» (Больше)                           | 4:09         |
| 11.                 | «Roter Sand» (Красный песок)              | 3:59         |
| Общая длительность: | Общая длительность:                       | 46:07        |

### Raritäten
| №                   | Название                                                              | Длительность |
| ------------------- | --------------------------------------------------------------------- | ------------ |
| 1.                  | «Feuerräder» (Огненные колёса)                                        | 4:51         |
| 2.                  | «Wilder Wein» (Дикое вино)                                            | 5:43         |
| 3.                  | «Das Modell» (Модель)                                                 | 4:20         |
| 4.                  | «Kokain» (Кокаин)                                                     | 3:09         |
| 5.                  | «Stripped» (Обнажённая)                                               | 4:26         |
| 6.                  | «Halleluja» (Аллилуйя)                                                | 3:46         |
| 7.                  | «Mein Herz brennt - Piano Version» (Моё сердце горит - Пиано-версия)  | 4:32         |
| 8.                  | «Los - Full Band Version» (Вперёд)                                    | 5:04         |
| 9.                  | «Führe Mich» (Веди меня)                                              | 4:34         |
| 10.                 | «Donaukinder» (Дети Дуная)                                            | 5:37         |
| 11.                 | «Halt» (Стойте)                                                       | 4:20         |
| 12.                 | «Roter Sand - Orchester Version» (Красный песок - Оркестровая версия) | 4:06         |
| 13.                 | «Liese» (Лиза)                                                        | 3:54         |
| 14.                 | «Mein Land» (Моя страна)                                              | 3:54         |
| 15.                 | «Vergiss uns Nicht» (Не покидайте нас)                                | 4:11         |
| 16.                 | «Gib Mir Deine Augen» (Подари мне свои глаза)                         | 3:46         |
| Общая длительность: | Общая длительность:                                                   | 1:10:13      |

## XXI — Notenbuch Klavier
XXI — Notenbuch Klavier — сборник нот для исполнения некоторых композиций Rammstein на фортепиано (13 страниц), а также бонусный CD с ними. Автор — Клеменс Пётч. Релиз в Германии состоялся 4 декабря 2015 года. Мировой релиз 18 декабря.

### Список композиций
| №                   | Название                              | Длительность |
| ------------------- | ------------------------------------- | ------------ |
| 1.                  | «Frühling in Paris» (Весна в Париже)  | 4:08         |
| 2.                  | «Feuer und Wasser» (Огонь и вода)     | 3:52         |
| 3.                  | «Nebel» (Туман)                       | 4:34         |
| 4.                  | «Sonne» (Солнце)                      | 3:53         |
| 5.                  | «Klavier» (Рояль)                     | 4:03         |
| 6.                  | «Wilder Wein» (Дикое вино)            | 3:31         |
| 7.                  | «Ohne dich» (Без тебя)                | 4:30         |
| 8.                  | «Ein Lied» (Песня)                    | 3:41         |
| 9.                  | «Roter Sand» (Красный песок)          | 3:16         |
| 10.                 | «Engel» (Ангел)                       | 4:16         |
| 11.                 | «Seemann» (Моряк)                     | 4:35         |
| 12.                 | «Donaukinder» (Дети Дуная)            | 3:53         |
| 13.                 | «Mein Herz brennt» (Моё сердце горит) | 4:32         |
| Общая длительность: | Общая длительность:                   | 52:44        |